# Ørslev
Ørslev es un barrio o área urbana (en danés, byområde) del municipio de Ringsted, situado en la región de Selandia (Dinamarca). Tiene una población estimada, a inicios de 2022, de 654 habitantes.
Está ubicado en el centro de la isla de Selandia, al suroeste de Copenhague.